# Mabea
Mabea är ett släkte av törelväxter. Mabea ingår i familjen törelväxter.

## Bildgalleri

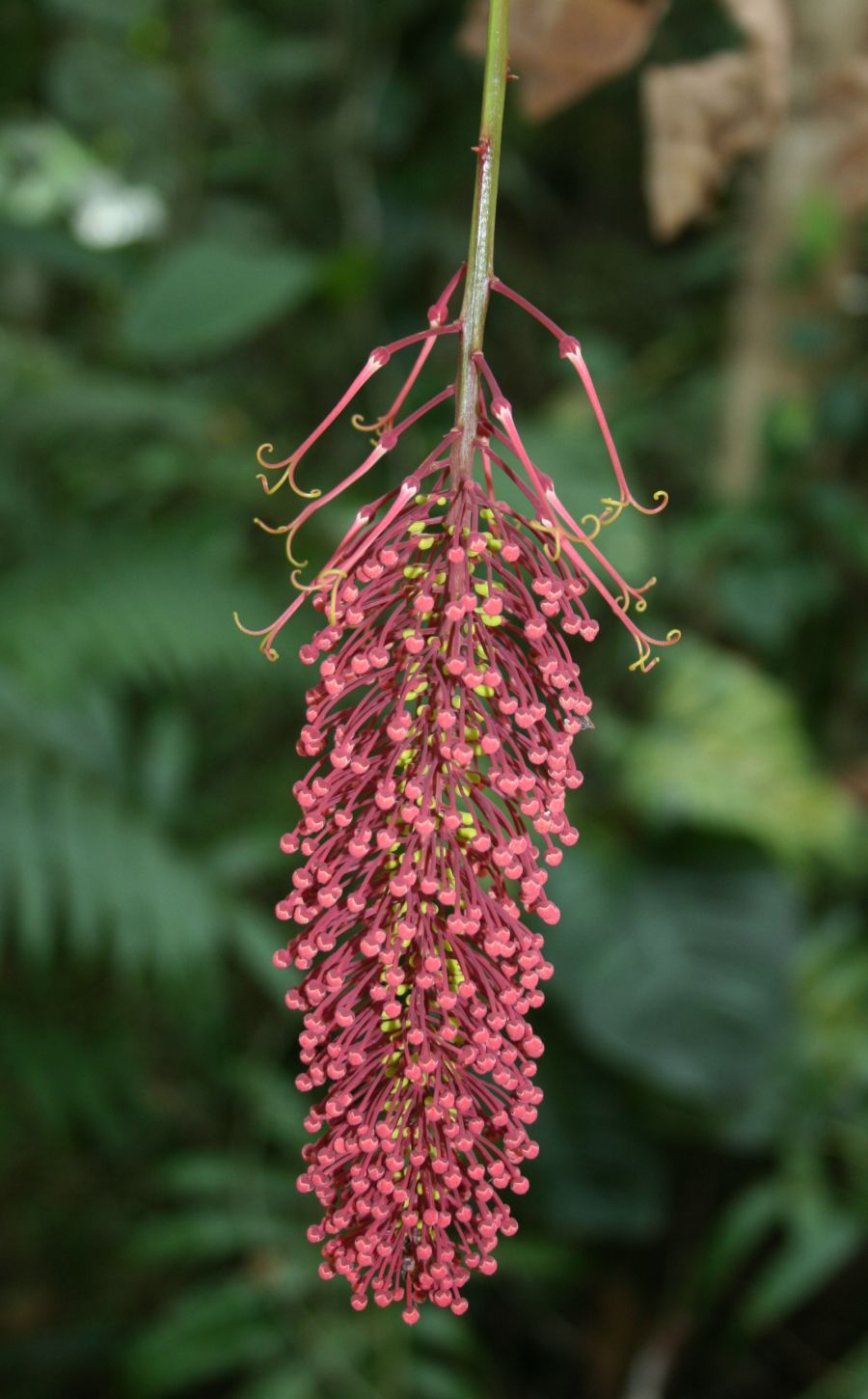
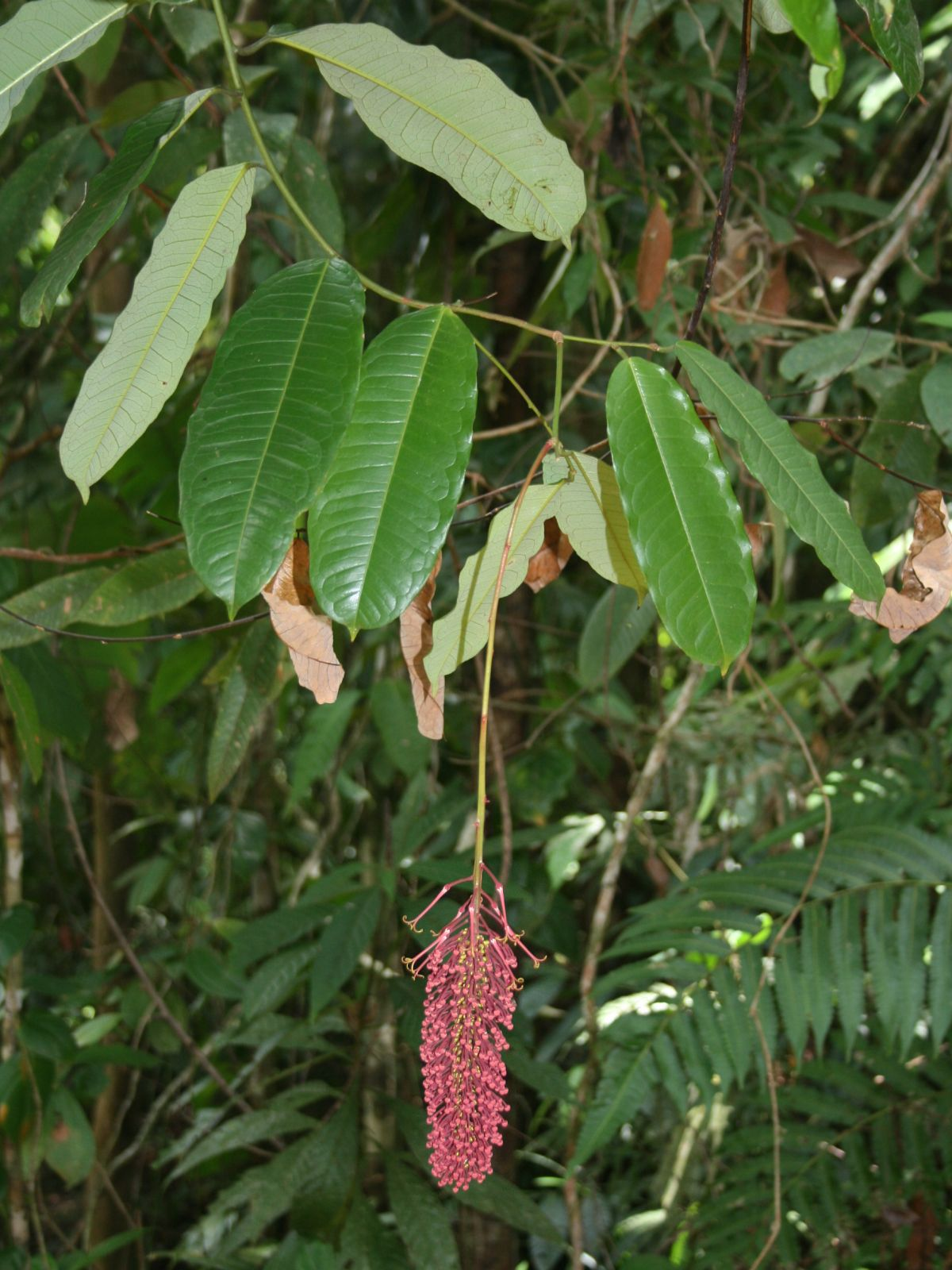
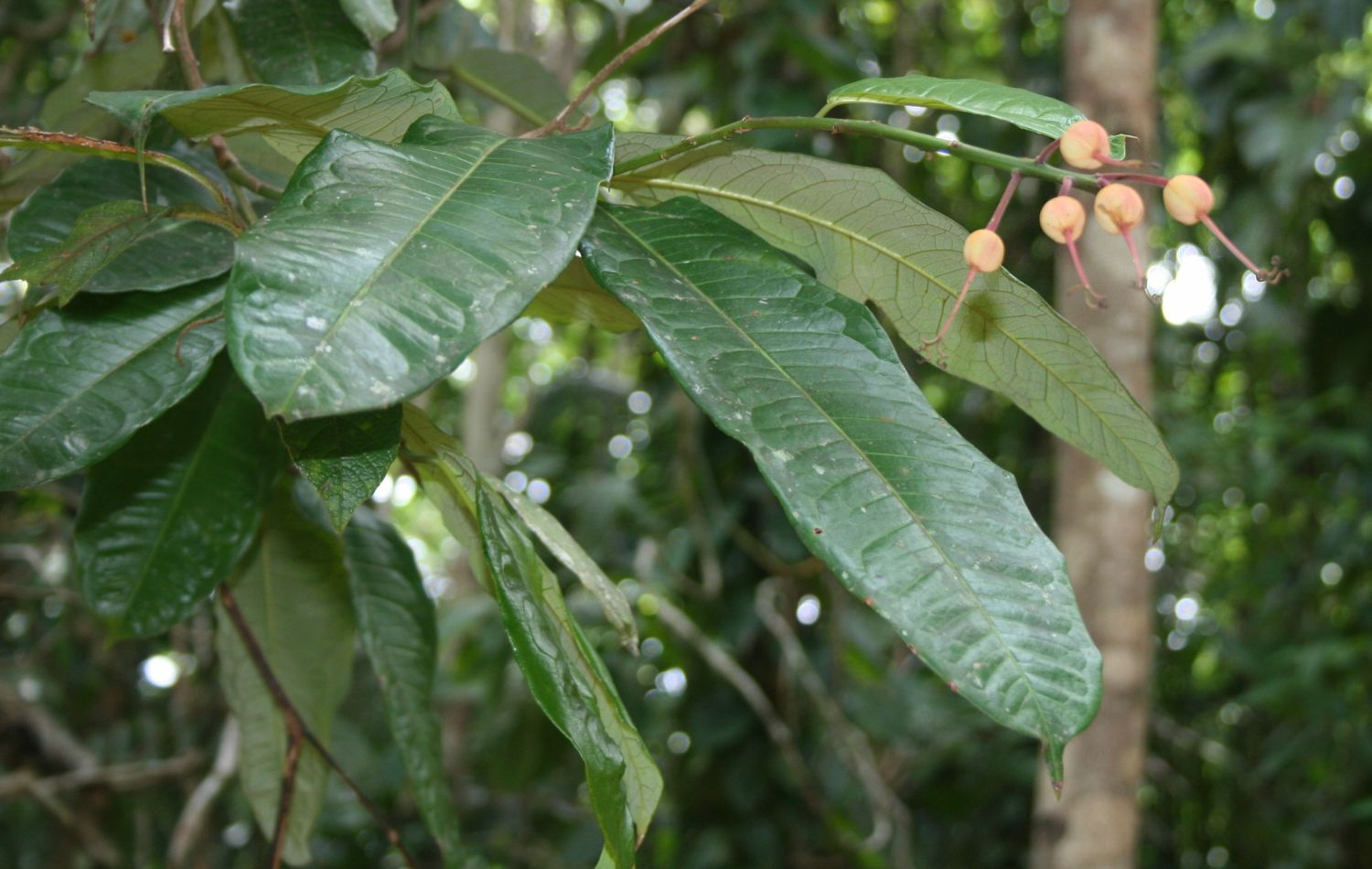
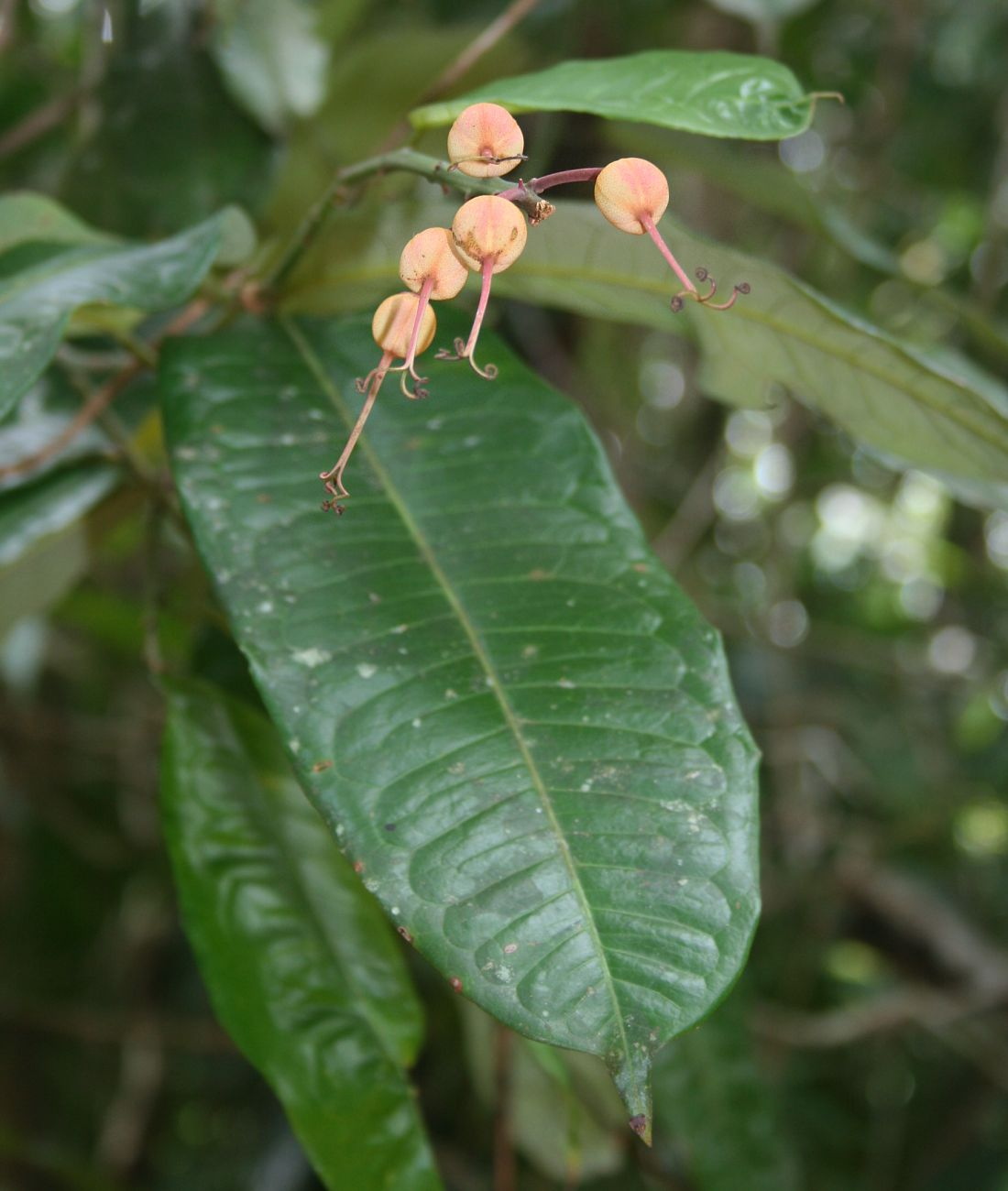
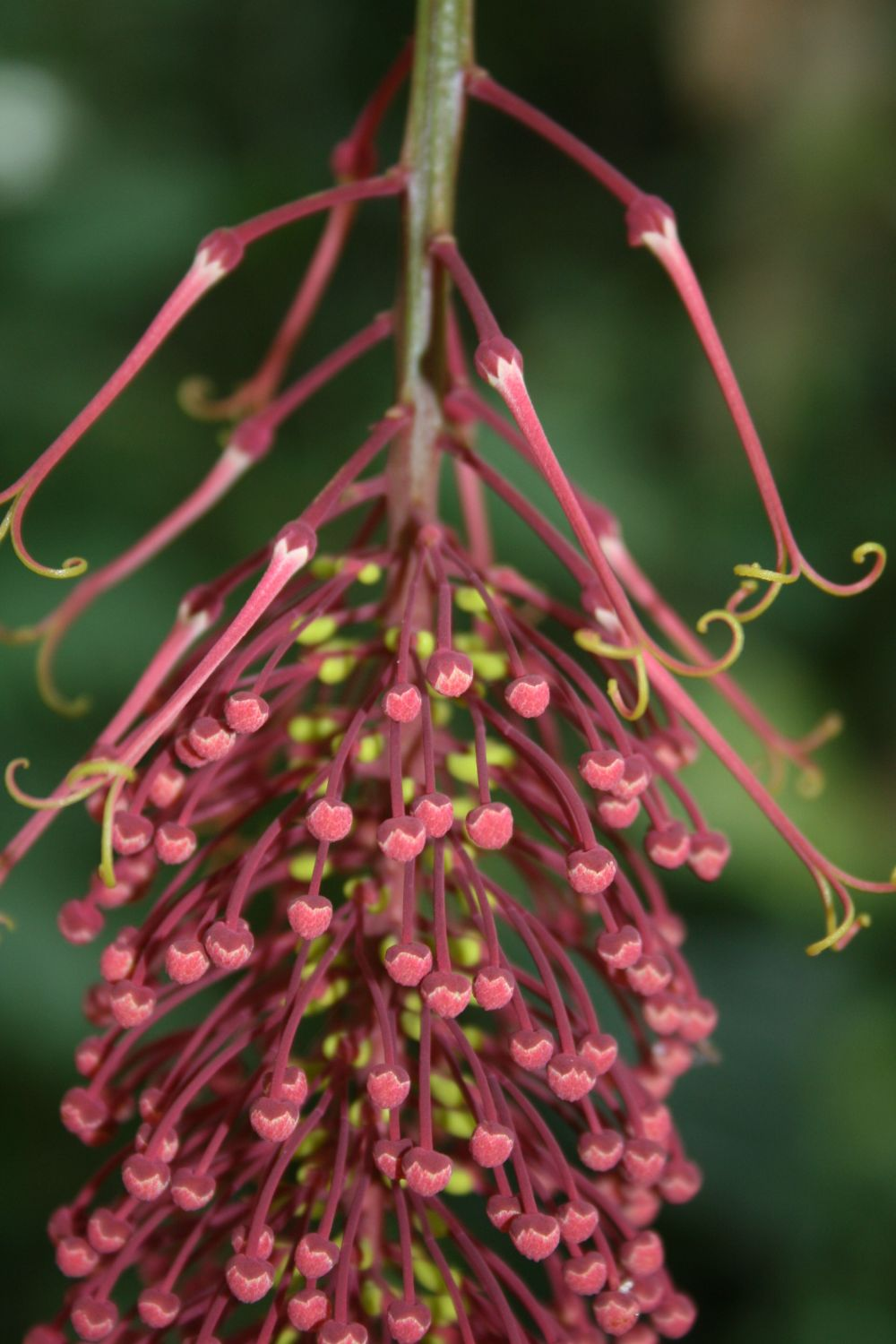

## Dottertaxa tillMabea, i alfabetisk ordning[1]
- Mabea anadena
- Mabea angularis
- Mabea angustifolia
- Mabea anomala
- Mabea arenicola
- Mabea biglandulosa
- Mabea caudata
- Mabea chocoensis
- Mabea elata
- Mabea elegans
- Mabea excelsa
- Mabea fistulifera
- Mabea frutescens
- Mabea gaudichaudiana
- Mabea glaziovii
- Mabea jefensis
- Mabea klugii
- Mabea linearifolia
- Mabea longibracteata
- Mabea macbridei
- Mabea macrocalyx
- Mabea montana
- Mabea nitida
- Mabea occidentalis
- Mabea ovata
- Mabea paniculata
- Mabea piriri
- Mabea pohliana
- Mabea pulcherrima
- Mabea rubicunda
- Mabea salicoides
- Mabea speciosa
- Mabea standleyi
- Mabea subserrulata
- Mabea subsessilis
- Mabea taquari
- Mabea tenorioi
- Mabea trianae
- Mabea uleana